# Tulbaghia luebbertiana
Tulbaghia luebbertiana är en amaryllisväxtart som beskrevs av Adolf Engler och Johann Wilhelm Krause. Tulbaghia luebbertiana ingår i släktet Tulbaghia och familjen amaryllisväxter. Inga underarter finns listade i Catalogue of Life.